# Tamasu (firma)

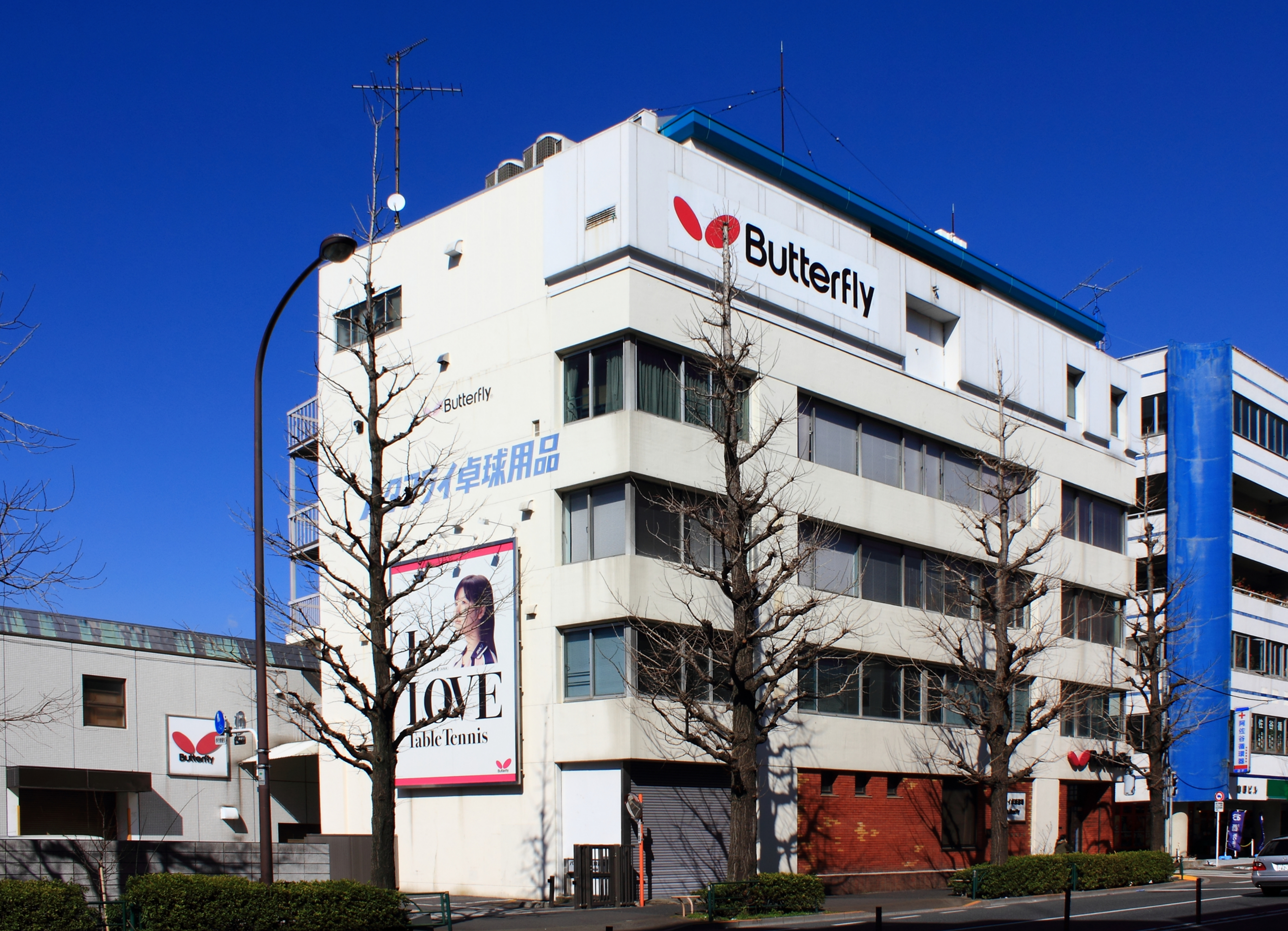
Sídlo společnosti v Tokiu.

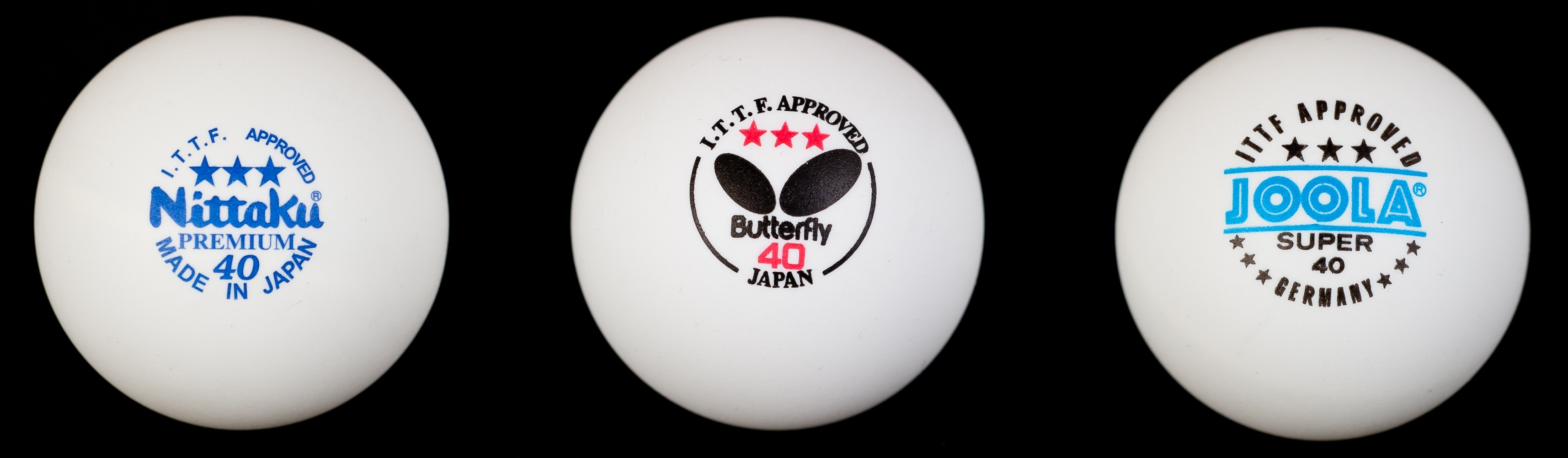
Míček Butterfly (uprostřed)

Tamasu (japonsky 株式会社タマス) je japonská firma se sídlem v Tokiu vyrábějící sportovní vybavení pro stolní tenis. Pro své výrobky používá značku Butterfly.

## Historie
Společnost založil 19. prosince 1950 v Yanai Hikosuke Tamasu, toho času stolní tenista.
Firma má pobočky v německém městě Moers (Tamasu Butterfly Europa GmbH), jihokorejském Soulu (Tamasu Butterfly Korea) a čínském Šanghaji (Tamasu Butterfly China).